# Corythoichthys paxtoni
Corythoichthys paxtoni är en fiskart som beskrevs av Dawson 1977. Corythoichthys paxtoni ingår i släktet Corythoichthys och familjen kantnålsfiskar. Inga underarter finns listade i Catalogue of Life.